# Dąb Chrobry
Dąb Chrobry – dąb szypułkowy, jeden z najstarszych dębów w Polsce, pomnik przyrody. Znajduje się w pobliżu rezerwatu przyrody Buczyna Szprotawska w Borach Dolnośląskich w okolicy Piotrowic (województwo dolnośląskie), jednak pod względem administracyjnym znajduje się w granicach województwa lubuskiego. Od 2020 roku drzewo nie wydaje liści i uznane zostało za martwe.

## Opis
Nazwa dębu wzięła się z legendy jakoby cesarz Otton III pod tym dębem miał się spotkać z Bolesławem Chrobrym, uważa się jednak, że drzewo jest znacznie młodsze. Ponadto spotkanie obu władców odbyło się w grodzie Ilva, obecnie Iława – dzielnica Szprotawy.
Przy Dębie Chrobry odbywały się niegdyś sądy wiejskie.
W 1906 roku znany badacz przyrody Dolnego Śląska – Theodor Schube w swojej książce Waldbuch von Schlesien (Księga Lasów Śląska) określił obwód tego dębu na 8,61 m.
Już przed II wojną światową był chroniony. Wówczas nazywał się Wielkim Dębem (niem. Grosse Eiche) lub Grubym Dębem (Dicke Eiche). Za pomnik przyrody został uznany 24 marca 1966 roku, na podstawie decyzji nr 86/66 Prezydium Wojewódzkiej Rady Narodowej (PWRN) w Zielonej Górze pod numerem rejestru 8. 
Na początku lat 90. XX wieku opisano zamieranie górnej części korony, co spowodowane miało być osuszaniem przyległej łąki. Wiek drzewa w 1992 wyliczono na 727 lat, co oznacza, że wykiełkował około 1265 roku, a w roku 2015 miał 750 lat.
Chrobry miał silnie rozwiniętą koronę i grube konary, przechodzące w gałęzie o bujnym ulistnieniu. Pień i niektóre konary są w środku puste. Rozpiętość korony wynosiła ok. 16 m, wysokość 26 m, a obwód pnia 10,04 m, pierśnica 320 cm. Objętość drzewa to ok. 90 m³ – największa wśród dębów polskich i jednocześnie jest to trzeci dąb pod względem objętości drewna w środkowej Europie.
Podczas pielgrzymki polskich leśników 28 kwietnia 2004, zawieziono 2,5 kg nasion Chrobrego do Watykanu. Do Polski nasiona wróciły z błogosławieństwem Jana Pawła II i od tej pory każdy „potomek” Chrobrego nazywany jest dębem papieskim.
W 2020 roku po raz pierwszy nie zostały zaobserwowane świeże pąki liści. Oficjalnie drzewo zostało uznane za obumarłe.

## Podpalenia
Dąb kilkakrotnie był podpalany, ale zawsze w porę był gaszony. Ostatni, bardzo poważny pożar, miał miejsce 18 listopada 2014 roku. Wówczas drzewo zostało podpalone przez nieznanego sprawcę. O godz. 8:49 powiadomiono o pożarze Komendę Powiatową PSP w Polkowicach. Pierwsza jednostka OSP Przemków dojechała na miejsce o godz. 9:06. Łącznie w akcji brało udział 13 jednostek straży pożarnej z 9 miejscowości. Ugaszenie płomieni nastąpiło stosunkowo szybko, jednak dogaszanie zarzewi ognia trwało do godzin popołudniowych. Ze względu na pusty pień wytworzył się tzw. „ciąg kominowy” który bardzo utrudniał gaszenie. Około godz. 14 po zabezpieczeniu pnia plandeką przed dopływem powietrza, zaczęto do wnętrza pnia wlewać pianę. Zastosowano System Piany Sprężonej CAFS, który jest nieszkodliwy dla środowiska. Aż do wiosny 2015 roku przypuszczano, że drzewo nie przeżyło pożaru, co okazało się niesłuszne. Wiosną 2020 roku dąb po raz pierwszy nie wypuścił liści – prawdopodobnie obumarł. W 2021 roku dąb został uznany za martwy po tym jak drugi raz nie wypuścił liści. 

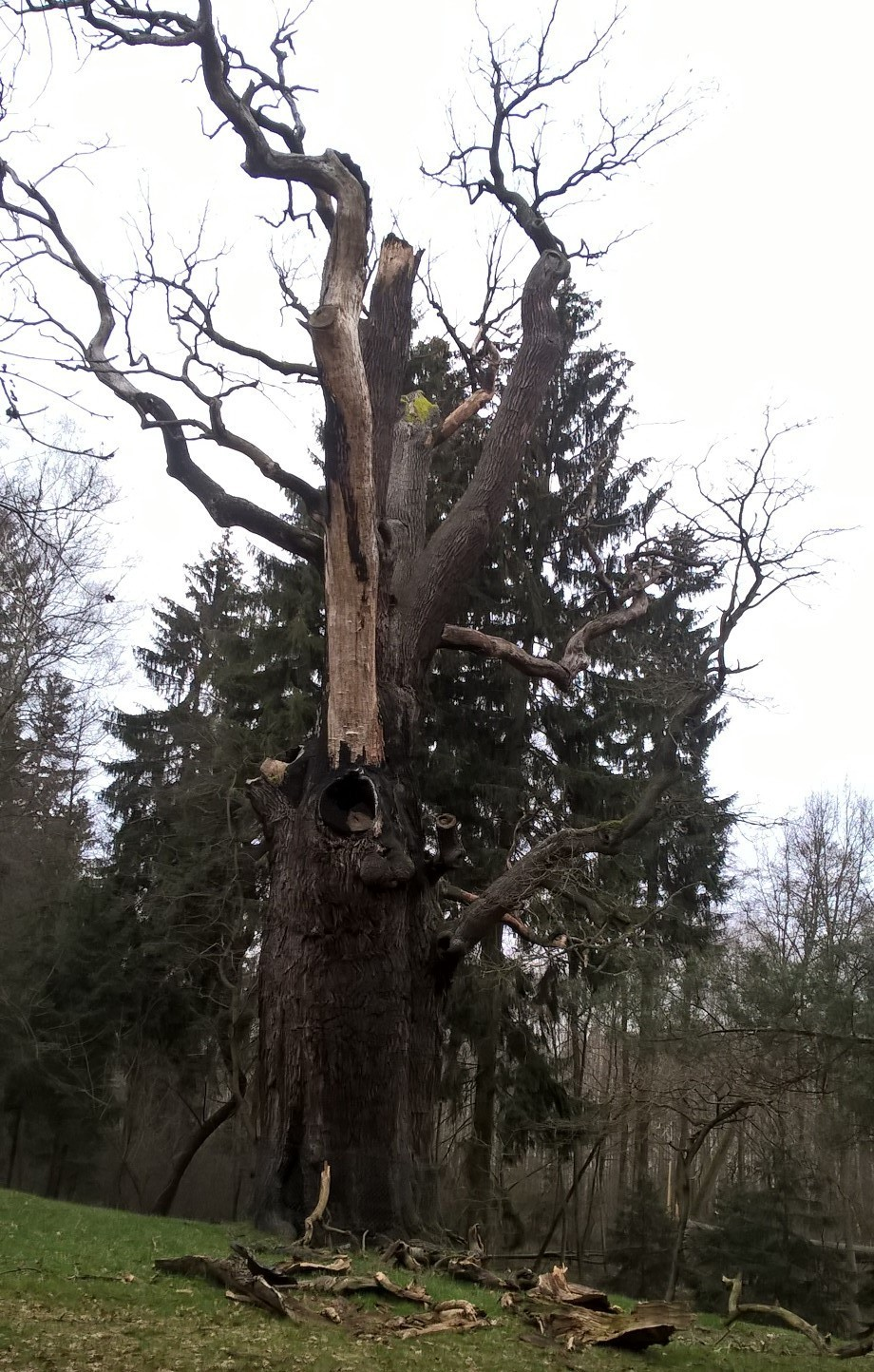
Dąb Chrobry, stan z grudnia 2017
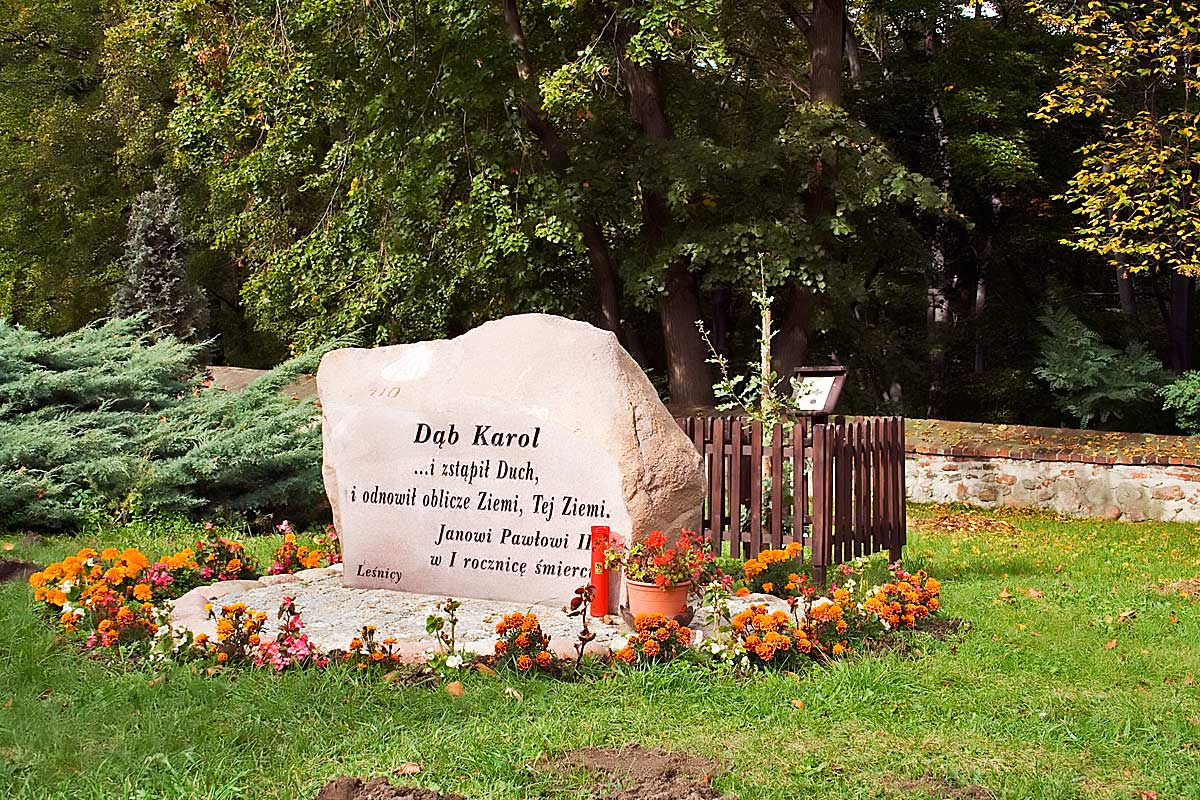
Jedna z sadzonek w pobliskim Jakubowie